# George Air Force Base

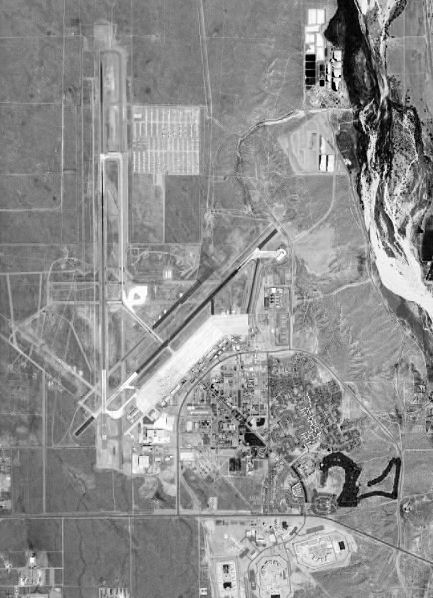
George Air Force Base den 28 maj 1994.

George Air Force Base är namnet på en numera nerlagd flygbas utanför Victorville i San Bernardino County belägen cirka 120 km nordost om Los Angeles i Kalifornien som användes av USA:s flygvapen från 1941 tills den lades ner i december 1992. Basen fick sitt namn efter brigadgeneral Harold Huston George som var jaktpilot under första världskriget.
Sedan oktober 1994 har flygplatsen Southern California Logistics Airport verkat på området och sedan 2000 har södra delarna av gamla George AFB huserat flertal federala fängelser (Federal Correctional Complex, Victorville).
År 2007 användes platsen som tävlingsbana för DARPA Grand Challenge.